# Koordinierungsstelle Magdeburg

Logografie

Die Koordinierungsstelle Magdeburg war eine unselbständige Arbeitsgruppe des Kultusministeriums Sachsen-Anhalt, die von allen Ländern und vom Bund finanziert wurde. Sie war eine Serviceeinrichtung für die Dokumentation von gesuchten und gefundenen Kulturgütern, die in der Zeit des Nationalsozialismus den Eigentümern verfolgungsbedingt entzogen (NS-Raubkunst) oder die kriegsbedingt verbracht (Beutekunst des Zweiten Weltkriegs) wurden. Über die dort 2001 eingerichtete Lost-Art-Datenbank wurden Such- und Fundmeldungen von Institutionen oder Privatpersonen öffentlich dokumentiert.
Ihre Aufgaben werden seit dem 22. Januar 2015 vom Deutschen Zentrum Kulturgutverluste wahrgenommen.

## Geschichte
Die Koordinierungsstelle wurde zunächst 1994 in Bremen als Koordinierungsstelle der Länder für die Rückführung von Kulturgütern zur Dokumentation der institutionellen Kriegsverluste von Kulturgütern eingerichtet. Sie übernahm eine Funktion, die seit den 1950er Jahren zunächst beim Bundesinnenministerium angesiedelt war. Dabei ging es zunächst um Kunstwerke, die Deutsche bei der Flucht und Vertreibung Deutscher aus Mittel- und Osteuropa 1945–1950 zurückgelassen hatten. Erst nach 1990 wurde Raubkunst als solche verstanden, die im Nationalsozialismus durch deutsche Behörden unrechtmäßig zusammengetragen wurden.
1998 wurde sie als „Koordinierungsstelle für Kulturgutverluste“ – getragen vom Bund (50 %) und allen Ländern (50 %) – mit erweiterter Zuständigkeit in Magdeburg angesiedelt. Seit 2010 hieß sie „Koordinierungsstelle Magdeburg – Eine Einrichtung des Bundes und der Länder für Kulturgutdokumentation und Kulturgutverluste beim Kultusministerium des Landes Sachsen-Anhalt“.

## Aufgaben
Ihre wesentliche Aufgabe war gemäß den Anforderungen der Washingtoner Erklärung (Washington Principles) von 1998 und der deutschen Gemeinsamen Erklärung von 1999 die Dokumentation von internationalen Such- und Fundmeldungen zu NS-verfolgungsbedingt entzogenen (NS-Raubkunst) sowie kriegsbedingt verbrachten Kulturgütern (Beutekunst). Dies wird seit 2001 über die kostenlos recherchierbare Datenbank www.lostart.de vorgenommen. Zweck der Lost Art-Datenbank (nicht zu verwechseln mit dem Art-Loss-Register oder dem Central Registry of Information on Looted Cultural Property) ist es, Kulturgüter zu verzeichnen,

„die öffentlichen Einrichtungen oder privaten Personen und Institutionen infolge der nationalsozialistischen Gewaltherrschaft und des Zweiten Weltkrieges verloren gingen und über die Lost Art Internet-Datenbank zur weltweiten Suche ausgeschrieben wurden. Besitzer oder Verwalter von Kulturgütern mit unsicherer oder lückenhafter Provenienz können hier recherchieren, ob diese anderenorts gesucht werden.“

Zweck der Datenbank ist es dabei nicht nur, die Suche nach Kunstwerken zu erleichtern, sondern durch eine Warnfunktion gegenüber dem Kunsthandel auch die Förderung einvernehmlicher Lösungen betreffend Raubkunst (und bei Werken, bei denen lediglich ein Raubkunstverdacht besteht sowie bei Werken, die nicht verschollen sind, also gar nicht mehr gesucht werden). Das Bundesverwaltungsgericht schrieb dazu:

„Eine Beschränkung der Veröffentlichung von Suchmeldungen auf Kulturgüter, deren Aufenthaltsort dem Suchenden unbekannt ist […], wäre auch nicht mit der […] ausdrücklich hervorgehobenen historischen Verantwortung in Form der Zustimmung zu den Washingtoner Grundsätzen von 1998 zu vereinbaren.“

Die Koordinierungsstelle verfügte über ein breit gefächertes Instrumentarium zur Öffentlichkeitsarbeit, z. B. organisierte sie Fach- und Weiterbildungsveranstaltungen, publizierte eine wissenschaftliche Buchreihe (Veröffentlichungen der Koordinierungsstelle für Kulturgutverluste, seit 2010 Veröffentlichungen der Koordinierungsstelle Magdeburg), stellte Checklisten zur Provenienzrecherche/Provenienzforschung bereit und war Geschäftsstelle der Beratenden Kommission im Zusammenhang mit der Rückgabe NS-verfolgungsbedingt entzogener Kulturgüter (NS-Raubkunst). Sie betrieb eine Internetseite, die zum einen die weltweit größte Datenbank zur Dokumentation von Objekten der NS-Raubkunst und der Beutekunst enthielt und zum anderen ein Informationsportal zu diesen Themenbereichen darstellte.
Des Weiteren betreute die Koordinierungsstelle die elektronische Version des Gesamtverzeichnisses deutschen national wertvollen Kulturgutes nach § 6 Abs. 2 und § 13 Abs. 2 des Kulturgutschutzgesetzes.